# Battaglia di Cantenna
La battaglia di Cantenna fu una battaglia della terza guerra servile, combattuta nel 71 a.C. nei pressi di Cantenna (a circa 5 km da Giungano) tra le forze romane comandate da Marco Licinio Crasso e gli schiavi ribelli condotti dai gladiatori Casto e Gannico, distaccatisi dall'esercito di Spartaco. Questi ultimi furono sconfitti dai Romani e gli stessi Gannico e Casto furono uccisi.

## Antefatto
Nel 73 a Capua ci fu una rivolta di gladiatori della casa di Lentulo Batiato; 70 di questi al comando di Spartaco, Enomao e Crixo fuggirono, rifugiandosi sul Vesuvio e sconfiggendo il pretore Gaio Claudio Glabro che era stato inviato con un corpo di milizia per fermarli. Un destino analogo ebbero le truppe di Publio Varinio. A seguito di questi successi il loro numero aumentò a 70 000 uomini, donne e bambini, comprendendo sia schiavi fuggiaschi che pastori e trasportatori dell'Italia meridionale. A quel tempo, su circa sei milioni di abitanti della penisola, un terzo erano schiavi.
Dopo avanzarono verso sud saccheggiando la campagna italiana e passarono l'inverno nelle zone montuose tra Nola, Nuceria Alfaterna, Thurii e Metaponto. Durante questo periodo è morto probabilmente Enomao perché in seguito non è menzionato di nuovo. Infine, con la primavera del 72 a. C. la massa di persone, il cui numero era arrivato a 150 000, iniziò un lento spostamento verso nord, presumibilmente nel tentativo di attraversare le Alpi e fuggire in Gallia. Tuttavia, le controversie tra Crixo e Spartaco portarono alla divisione delle forze: il primo si separò con 30 000 galli e germani con l'intenzione di continuare la guerra in corso dirigendosi a Monte Gargano. I romani approfittarono della situazione e attaccarono separatamente i ribelli con due eserciti consolari di 10 000 uomini ognuno.
Il console Lucio Gellio Publicola sconfisse Crixo che morì nella battaglia del Gargano, mentre il suo collega Gneo Cornelio Lentulo Clodiano provare a fare lo stesso con il gruppo di Spartaco (che aveva solo 30 000 combattenti al momento), ma fu sconfitto nel Piceno[10] È possibile che i sopravvissuti dell'esercito di Crixo siano riusciti a riunirsi al grosso delle truppe ribelli.
Quindi Spartaco continuò la marcia verso nord, con i suoi 120 000 seguaci con un grande bottino frutto dei saccheggi, sconfiggendo nei pressi di Mutina il governatore della Gallia Cisalpina Gaio Cassio Longino che cercava di fermali con due legioni.
Infine, quando aveva la possibilità di attraversare le Alpi la massa di rivoltosi si volse a sud, verso Thurii. Il motivo del cambiamento di programma non è noto, anche se l'opinione tradizionale è che gli schiavi stessi, che vedevano i loro successi, hanno deciso di continuare le loro campagne di saccheggi in Italia. Tuttavia fu possibile a circa 10 000 fuggitivi, soprattutto donne e bambini, di scappare in Gallia con successo.
A questo punto il Senato romano incaricò il ricco e influente patrizio Marco Licinio Crasso di porre fine alla rivolta servile. Gli furono assegnate sei nuove legioni oltre alle due di Gelio e Lentulo e altre due pagate da lui stesso, per un totale di circa 85 000 persone tra legionari e truppe ausiliarie. Quando Spartaco e le sue forze si diressero nuovamente a nord, Crasso li bloccò con sei delle sue legioni ad un certo punto tra Piceno e Sannio mentre ordinava al legatus Mummio di non attaccare da dietro i nemici. Tuttavia, Mummio, desideroso di prendere i meriti della vittoria attaccò prematuramente e fu sconfitto. Nonostante ciò, quando Spartaco attaccò le forze principali romane risultò sconfitto perdendo 6 000 uomini e fu costretto a tornare a sud.
Crasso ripristinò rapidamente la disciplina nel suo esercito e fece punire le legioni con la decimatio, l'esecuzione di un uomo su dieci da parte dai suoi colleghi. Non si sa se la punizione fu applicata a tutto il suo esercito o solo alle legioni di Mummio, ma ca. 4 000 legionari potrebbe essere morti in questi eventi. Dopo di che, il corso della guerra cambiò perché l'esercito romano cominciava a perseguire i ribelli, uccidendoli a migliaia in battaglie minori, alcuni dicono fino a 30 000. Infine, 100 000 schiavi si rifugiarono nello Stretto di Messina dove Spartaco sperava di poter passare con i suoi uomini in Sicilia e liberare gli schiavi locali, ma i pirati della Cilicia con cui aveva concordato un aiuto non giunsero mai. Crasso poi costruì una palizzata che si estendeva dal mar Tirreno al mar Ionio tagliando in due il Bruttium, negando tutte le forniture di cibo ai ribelli.
Tuttavia, rientravano in quel momento Gneo Pompeo Magno che tornava dalla Hispania, dove aveva sconfitto Quinto Sertorio, con sette legioni e il proconsole Marco Terenzio Varrone Lucullo, che aveva sostenuto con successo una campagna in Tracia. Crasso, che voleva la gloria della vittoria, si rese conto che era a rischio perché avrebbe dovuto condividerla con chi sarebbe arrivato ad aiutarlo. Quando Spartaco tentò di porre fine alla guerra negoziando i Romani rifiutarono, in modo che il capo dei ribelli fu costretto a ordinare di rompere l'assedio. Dopo diversi tentativi falliti finalmente riuscirono, ma solo una parte di essi riuscì a fuggire.
Quelli che erano rimasti fuggirono verso le montagne della regione di Petelia (Bruttium). Qui, a quanto pare, una forza di 30 000 ribelli sotto il comando di Gannico e Casto si separò dal gruppo principale.

## La battaglia
La battaglia ebbe luogo in una località chiamata Cantenna, 5 km a sud del Capaccio si trova la città di Giungano, dietro cui sorge il monte Cantenna. Crasso attaccò i ribelli guidati da Casto e Gannicus, fisicamente stanchi per la precedente battaglia.
Prima di attaccare Crasso aveva diviso bene le sue forze in due campi mobili ognuno con un suo fossato e il suo terrapieno, posti vicino al nemico per mostrare la sua sicurezza. Crasso rizzò la sua tenda da comandante nel campo più grande ma in una notte condusse fuori le truppe e le posizionò nelle colline pedemontane, lasciando la sua tenda nel campo per ingannare l'avversario. Poi suddivise la cavalleria in due gruppi e ne fece uscire uno agli ordini di Lucio Quinzio, il suo legato con l'ordine di attirare Spartaco nella battaglia. Il piano riuscì grazie a Lucio Quinzio ma anche alla paura della decimazione in caso di fallimento. L'altro gruppo di cavalleria doveva attirare il gruppo di Casto e Gannico in una trappola dove la fanteria di Crasso li aspettava. A questo punto la cavalleria romana ripiegò sulle Alpi, di fronte ai ribelli c'era lo schieramento romano. La battaglia si era trasformata in battaglia campale, l'incubo di Spartaco, i ribelli potevano fuggire ma per gli uomini di Casto e Gannico non era possibile visto che doveva lavare l'umiliazione di Camalatro, per loro la battaglia era un atto religioso, dove dedicavano quello che catturavano al loro dio della guerra. Contro Crasso erano inferiori numericamente e come armamenti, inoltre a differenza dei romani che esaltavano la coordinazione e la disciplina, i celti/germani concepivano la battaglia come qualcosa di epico. Spartaco sapeva che questo stile era dannoso contro la forza romana ma ora Spartaco non c'era più.

## Conseguenze
La battaglia di Cantenna fu schiacciante a favore dei romani. Le fonti delle perdite divergono, si passa da 30 000-35 000 ribelli a 12 300 secondo Plutarco. Si può dedurre una via di mezzo, in ogni caso Casto e Gannico morirono entrambi e la battaglia fu la più aspra che Crasso dovette combattere e aggiunge che solo due morti su 12 300 furono trovati con ferite alla schiena, gli altri mantennero la posizione e combatterono i romani fino alla fine. Sicuramente qualcuno riuscì a ripiegare e ricongiungersi a Spartaco. La disciplina brutale di Crasso funzionò e dopo la battaglia i romani trovarono un ricco bottino ma soprattutto tesori simbolici come 5 fasci con verghe e asce, simbolo del potere e punire e giustizia del magistrato romano. La perdita dei fasci aveva disonorato i littori, mentre il loro recupero aveva onorato gli uomini di Crasso. Ma soprattutto recuperarono 5 aquile romane e 26 stendardi di battaglia (che rappresentava con un simbolo una centuria, legione, coorte). Le aquile era qualcosa che gli uomini veneravano e perderle era simbolo di disgrazia.
Spartaco sicuramente pianse Casto e Gannico ma non poteva organizzare dei giochi funebri e convinse i suoi uomini a ripiegare verso i monti di Petelia. Sull'esatta collocazione si discute ancora e non mi soffermo troppo ma prima pose l'accampamento vicino alla sorgente del Sele, non lontano dall'odierna città di Caposele. Ma Crasso aveva mandato un contingente di truppe al loro inseguimento sotto il comando dei suoi luogotenenti Lucio Quinzio e Gneo Tremelio Scrofa, ma Crasso pose mal fiducia in loro che attaccarono in pieno e furono sconfitti da Spartaco che li costrinse a ripiegare.

### Fonti
- Plutarco, Crasso

### Studi
- Strauss B (2011), La guerra di Spartaco, Laterza.